# Polla pintada australiana
La polla pintada australiana (Porzana fluminea) és una espècie d'ocell de la família dels ràl·lids (Rallidae) que habita jonqueres d'Austràlia i Tasmània.